# Oliver Heldens
Olivier L.J. (Oliver) Heldens (Rotterdam, 1 februari 1995) is een Nederlandse diskjockey en muziekproducent. Hij maakt tegenwoordig muziek onder de naam HI-LO na het veranderen van zijn stijl en focus in de afgelopen jaren. Hij debuteerde in 2014 op plaats 38 in de DJ Mag Top 100 en is bekend geworden door zijn song Gecko in 2013.

## Carrière
Heldens tekende in 2012 bij Spinnin' Records en kwam bij het label Musical Freedom van Tiësto. In december 2013 verscheen "Gecko", waarmee hij in de zomer van 2014 met een vocale versie "Gecko (Overdrive)", met zang van Becky Hill, op nummer 1 kwam in Verenigd Koninkrijk.
Medio 2015 zette Heldens zijn eigen houselabel Heldeep Records op, dat hoofdzakelijk futurehouse- en basshousenummers uitbrengt. "Renegade Mastah" was de eerste uitgave onder dit label. Heldens maakte in juli 2015 bekend dat hij de man was achter het alias HI-LO (omgekeerd Oli H, impliciet verwijzend naar zijn naam). In het voorjaar van 2016 vertolkte hij een gastrol als dj in de bioscoopfilm Fissa.
Heldens brengt wekelijks een podcast uit onder de naam Heldeep Radio.

## Discografie

### Singles
2013
- Oliver Heldens - Stinger
- Oliver Heldens - Juggernaut
- Oliver Heldens - Striker
- Oliver Heldens & Julian Calor - Triumph
- Oliver Heldens - Buzzer
- Oliver Heldens ft. Alvar & Millas - Onyva
- Oliver Heldens & Martin Mayne - Javelin
- Oliver Heldens & Robby East - Panther
- Oliver Heldens - Gecko

2014
- Oliver Heldens x Becky Hill - Gecko (Overdrive)
- Oliver Heldens - Koala
- Sander van Doorn & Oliver Heldens - THIS
- Oliver Heldens, Mr. Belt & Wezol - Pikachu
- Oliver Heldens ft. KStewart - Last All Night (Koala)

2015
- Zeds Dead & Oliver Heldens - You Know
- Oliver Heldens - Melody
- Oliver Heldens - Bunnydance
- Oliver Heldens & Shaun Frank ft. Delaney Jane - Shades of Grey
- Tiesto & Oliver Heldens - Wombass

2016
- Oliver Heldens & Throttle - Waiting
- Tiësto + Oliver Heldens ft. Natalie La Rose - The Right Song
- Oliver Heldens ft. Rumors - Ghost
- Oliver Heldens & Chocolate Puma - Space Sheep
- Oliver Heldens - Flamingo
- Oliver Heldens ft. Ida Corr - Good Life

2017
- Oliver Heldens - I Don't Wanna Go Home
- Oliver Heldens - Ibiza 77 (Can You Feel It)
- Oliver Heldens ft. Danny Shah - What The Funk

2018
- Oliver Heldens - King Kong (HI-LO Touch)
- Oliver Heldens ft Sidney Samson - Riverside 2099
- Oliver Heldens ft Shungudzo - Fire In My Soul

2019
- Oliver Heldens ft Lenno - This Groove
- Oliver Heldens ft Devin & Nile Rodgers) - Summer Lover
- Oliver Heldens - Cucumba
- Oliver Heldens ft Vula - Turn Me On
- Oliver Heldens ft Carla Monroe - Lift Me Up
- Oliver Heldens - Aquarius

2020
- Oliver Heldens - The G.O.A.T. (Lionel Messi)
- Oliver Heldens - Take A Chance
- Oliver Heldens - Cucumba
- Oliver Heldens ft. Boy Matthews - Details
- Oliver Heldens ft. Kiko Bun - Break This Habit
- Oliver Heldens, Funkin Matt ft. Bright Sparks - Somebody
- Oliver Heldens ft. ITZY - TING TING TING

### Singles als HI-LO
2015
- HI-LO - Crank It Up
- HI-LO - Renegade Mastah
- HI-LO - Wappy Flirt
- HI-LO - Ooh La La

2016
- HI-LO & Chocolate Puma - Steam Train
- HI-LO & Sander Van Doorn - WTF

2017
- HI-LO - The Answer
- HI-LO & ALOK - Alien Technology
- HI-LO - Men on Mars

2018
- HI-LO & Dada Life - Love Vibration
- HI-LO & Mike Cervello - Impulse

2019
- HI-LO & Chocolate Puma - LazersX999
- HI-LO - Poseidon

2020
- HI-LO - Zeus

2022
- HI-LO & Eli Brown - Industria

### Remixen en edits (selectie)
2014
- Martin Garrix - Animals (Oliver Heldens Remix)
- Robin Thicke - Feel Good (Oliver Heldens Remix)
- Dr. Kucho! & Gregor Salto - Can't Stop Playing (Oliver Heldens & Gregor Salto Remix)
- The Voyagers ft. Haris - A Lot Like Love (Oliver Heldens Edit)
- Tiësto feat. DBX - Light Years Away (Oliver Heldens Remix)

2015
- Calvin Harris - Outside (Oliver Heldens Remix)
- Oliver Heldens & Da Hool - MHATLP (HI-LO Edit)
- Lady Bee ft. Rochelle - Return Of The Mack (Oliver Heldens Remix)

2016
- Bebe Rexha & G-Eazy - Me, Myself & I (Oliver Heldens Remix)
- Moby - Go (HI-LO Remix)
- The Chainsmokers ft. Phoebe Ryan – All We Know (Oliver Heldens Remix)

2017
- HI-LO - The Answer (Oliver Heldens Edit)
- Katy Perry - Chained to the Rhythm (Oliver Heldens Remix)
- Jamiroquai - Superfresh (Oliver Heldens Remix)
- Aevion - The Journey (Oliver Heldens Edit)
- Charlie Puth - Attention (Oliver Heldens Remix)
- Steve Aoki, Bad Royale feat. Ma$e & Big Gigantic - $4,000,000 (Oliver Heldens Remix)

2020
- Katy Perry - Daisies (Oliver Heldens Remix)
- Solardo, Paul Woolford - Tear It Up (Oliver Heldens Remix)

## Hitlijsten
| Single met eventuele hitnotering(en) in de Nederlandse Top 40 | Datum van verschijnen | Datum van binnenkomst | Hoogste positie | Aantal weken | Opmerkingen                                                  |
| ------------------------------------------------------------- | --------------------- | --------------------- | --------------- | ------------ | ------------------------------------------------------------ |
| Gecko                                                         | 2014                  | 08-03-2014            | 34              | 4            | Nr. 32 in de Single Top 100                                  |
| Gecko (Overdrive)                                             | 2014                  | -                     |                 |              | met Becky Hill / Nr. 48 in de Single Top 100                 |
| Koala                                                         | 2014                  | 16-08-2014            | 30              | 8            | Nr. 23 in de Single Top 100                                  |
| Can't Stop Playing (Oliver Heldens & Gregor Salto Remix)      | 2014                  | 27-09-2014            | tip2            | -            | met Dr. Kucho! & Gregor Salto / Nr. 66 in de Single Top 100  |
| Melody                                                        | 2015                  | 25-04-2015            | tip8            | -            |                                                              |
| Shades of Grey                                                | 2015                  | 12-09-2015            | 30              | 5            | met Shaun Frank & Delaney Jane / Nr. 85 in de Single Top 100 |
| The Right Song                                                | 2016                  | 27-02-2016            | 35              | 3            | met Tiësto & Natalie la Rose / Nr. 56 in de Single Top 100   |
| Turn Me On                                                    | 2019                  | 12-10-2019            | 22              | 9            | met Riton & Vula                                             |

| Single met hitnotering(en) in de Vlaamse Ultratop 50 | Datum van verschijnen | Datum van binnenkomst | Hoogste positie | Aantal weken | Opmerkingen                           |
| ---------------------------------------------------- | --------------------- | --------------------- | --------------- | ------------ | ------------------------------------- |
| Gecko                                                | 2014                  | 05-04-2014            | 46              | 2            |                                       |
| Koala                                                | 2014                  | 30-08-2014            | 33              | 3            |                                       |
| You Know                                             | 2015                  | 07-03-2015            | tip56           | -            | met Zeds Dead                         |
| Melody                                               | 2015                  | 18-04-2015            | tip12           | -            |                                       |
| Shades of Grey                                       | 2015                  | 18-07-2015            | tip10           | -            | met Shaun Frank & Delaney Jane        |
| Wombass                                              | 2015                  | 12-12-2015            | tip44           | -            | met Tiësto                            |
| Waiting                                              | 2016                  | 06-02-2016            | tip             | -            | met Throttle                          |
| Flamingo                                             | 2016                  | 24-09-2016            | tip             | -            |                                       |
| I Don't Wanna Go Home                                | 2017                  | 25-02-2017            | tip             | -            |                                       |
| Ibiza 77 (Can You Feel It)                           | 2017                  | 26-08-2017            | tip             | -            |                                       |
| What the Funk                                        | 2017                  | 28-10-2017            | tip             | -            | met Danny Shah                        |
| The Answer (Oliver Heldens edit)                     | 2017                  | 04-11-2017            | tip             | -            | met Hi-Lo                             |
| King Kong (Hi-Lo Touch)                              | 2018                  | 31-03-2018            | tip             | -            |                                       |
| Fire in My Soul                                      | 2018                  | 10-11-2018            | tip             | -            | met Shungudzo                         |
| This Groove                                          | 2019                  | 02-02-2019            | tip             | -            | met Lenno                             |
| Summer Lover                                         | 2019                  | 20-04-2019            | tip             | -            | met Devin & Nile Rodgers              |
| Cucumba                                              | 2019                  | 25-09-2019            | tip             | -            | met Moguai                            |
| Turn Me On                                           | 2019                  | 26-10-2019            | 12              | 29           | met Riton & Vula                      |
| Lift Me Up                                           | 2019                  | 23-11-2019            | tip             | -            | met Firebeatz, Schella & Carla Monroe |
| The G.O.A.T.                                         | 2020                  | 25-01-2020            | tip             | -            | met Mesto                             |
| Take a Chance                                        | 2020                  | 07-03-2020            | tip             | -            |                                       |
| Details                                              | 2020                  | 25-04-2020            | tip             | -            | met Boy Matthews                      |
| Break This Habit                                     | 2020                  | 05-09-2020            | tip             | -            | met Kiko Bun                          |
| Set Me Free                                          | 2020                  | 21-11-2020            | tip             | -            | met Party Pupils & Max                |

## DJ Mag Top 100
| Jaar   | 2014 | 2015 | 2016 | 2017 | 2018 | 2019 | 2020 | 2021 | 2022 | 2023 |
| ------ | ---- | ---- | ---- | ---- | ---- | ---- | ---- | ---- | ---- | ---- |
| Plaats | 34   | 12   | 8    | 13   | 9    | 7    | 8    | 8    | 10   | 19   |